# زولتان شتيبر
زولتان شتيبر (مجرية: Zoltán Stieber؛ مواليد 16 أكتوبر 1988) هو لاعب كرة قدم مجري محترف يجيد اللعب كلاعب وسط مع نادي نورمبرغ معاراً من نادي هامبورغ ومنتخب المجر لكرة القدم. في 14 يونيو 2016، سجل الهدف الثاني في مباراة فريقه الأولى ضد النمسا والتي انتهت بالفوز 2–0 ضمن بطولة أمم أوروبا لكرة القدم 2016.

## روابط خارجية
- زولتان شتيبر على موقع الاتحاد الدولي (مؤرشف)  (الإنجليزية)
- زولتان شتيبر على موقع الاتحاد الأوربي (الإنجليزية)
- زولتان شتيبر على موقع اتحاد المجر (الهنغارية)
- زولتان شتيبر على موقع الدوري الأمريكي (الإنجليزية)
- زولتان شتيبر على موقع قاعدة بيانات كرة القدم.إي يو (الإنجليزية)
- زولتان شتيبر على موقع بيانات كرة القدم. دي إي (الألمانية)
- زولتان شتيبر على موقع ناشيونال فوتبول تيمز (الإنجليزية)
- زولتان شتيبر على موقع Soccerbase.com (لاعب) (الإنجليزية)
- زولتان شتيبر على موقع Soccerway.com (الإنجليزية)
- زولتان شتيبر على موقع عالم كرة القدم.نت (الإنجليزية)